# Стярле
Стярле (Стерле, Стерля, устар. Стерли-Баш) — река в России, протекает по территории Татарстана. Левый приток реки Ик, впадающий в него по левому берегу в 311 км от устья.

## География
Длина реки 53,3 км, площадь бассейна 650 км². Количество притоков длиной менее 10 км — 21, их общая длина — 54 км. Количество озёр в бассейне — 3, их общая площадь — 0,03 км². Исток в 7 км юго-западнее с. Балтачево, устье 1,5 км северо-восточнее с. Нижнее Стярле Азнакаевского района Татарстана. Протекает по возвышенной равнине, наивысшая точка бассейна 321,7 м северо-восточнее с. Уразаево. Долина реки прорезана узкими, глубокими (4-5 м) и длинными (до 5 км) щелевидными оврагами и балками. Русло извилистое, не разветвлённое. В реку впадает 16 притоков.

## Гидрология
- Река маловодная[6]. Питание смешанное, преимущественно снеговое (до 60 %)[6]. Распределение стока внутри года неравномерное[6]. Годовой слой стока 90-110 мм, из которых 66 мм приходится на период весеннего половодья[6]. Модули подземного питания колеблются от 3,0 до 0,1 л/с км²[6].
- Качественный состав воды меняется по длине реки от гидрокарбонатно-сульфатно-магниевой в верховье до хлоридно-гидрокарбонатно-натриевой в низовье[6]. Жёсткость колеблется от 6-9 мг-экв/л весной, до 9,0-12,0 мг-экв/л в межень[6]. Минерализация от 100—200 мг/л весной, до 500—1000 мг/л в межень[6].

## Хозяйственное использование
- Река имеет большое хозяйственное значение для данного региона, используется промышленными предприятиями г. Азнакаево, а также предприятиями сельскохозяйственного профиля.[источник не указан 559 дней]
- Постановлением Совет Министров Татарской Автономной Советской Социалистической Республики от 10 января 1978 г. № 25 и постановлением Кабинет Министров Республики Татарстан от 29 декабря 2005 г. № 644 признана памятником природы регионального значения.